# Serga
Serga – wieś w Estonii, w prowincji Võru, w gminie Meremäe.